# 特倫特湖 (馬倫特)
54°10′19″N 10°29′31″E / 54.172°N 10.492°E

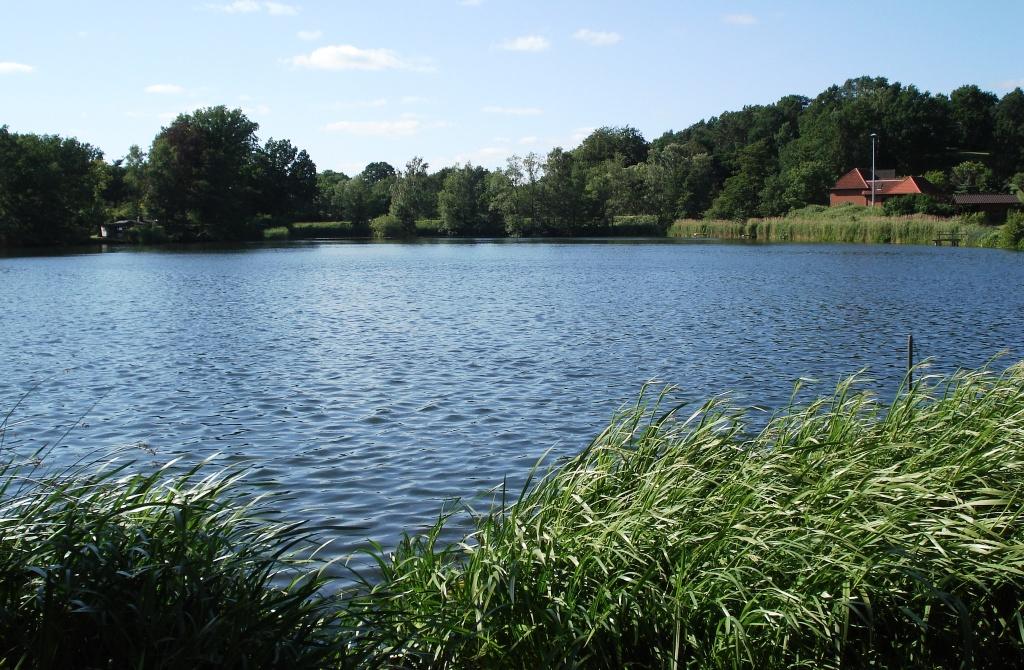

特倫特湖（德語：Trentsee），是德國的湖泊，位於該國北部石勒蘇益格-荷爾斯泰因州，由馬倫特負責管轄，長0.4公里、寬0.2公里，面積0.04平方公里，海拔高度22米，平均水深3.7米，最大水深7.3米，水體容量15萬立方米，湖岸線長度1公里。